# Lymeon interruptus
Lymeon interruptus är en stekelart som först beskrevs av Cameron 1911.  Lymeon interruptus ingår i släktet Lymeon och familjen brokparasitsteklar. Inga underarter finns listade i Catalogue of Life.